# Атанасије Шола
Атанасије Шола (Трст, 1878 — Сарајево, 19. септембар 1955) је био истакнути српски политичар и културни радник из Босне и Херцеговине. Обављао је дужност предсједника Народног вијећа БиХ од 3. новембра 1918. до 31. јануара 1919. и предсједника покрајинске владе БиХ од 1. фебруара 1919. до 11. јула 1921. године.

## Младост и школовање
Атанасије је рођен 1878. године у Трсту, гдје се његов отац Јован склонио пред Турцима. Шола је припадао угледној трговачкој породици. Његов дјед Ристо Шола је био богати трговац, један од најактивнијих и најобразованијих културних радника у Мостару, а био је надлежан за надгледање школе у манастиру Житомислићу. Атанасијев први рођак био је познати српски политичар Војислав Шола. Јован Шола је у радио Трсту као трговачки предузимач, а након смрти жене вратио се 1886. у Мостар са двоје мале дјеце. Атанасије је као дјечак пратио рад српског пјевачког и културном-умјетничког друштва „Гусле” (СПКУД „Гусле”) и њиховог позоришта, које су водили Алекса Шантић, Светозар Ћоровић и Јован Дучић. Није похађао основну школу, него се образовао код куће и онда полагао испите у Мостару. Послије тога се годину дана школовао у Трсту, а онда се шест година школовао у Паризу, гдје је завршио гимназију и три семестра студија француске књижевности. Због очеве болести морао је 1899. да прекине школовање и врати се у Мостар, да би надзирао породичну трговину.

## Културна активност
Још као млад био је веома активан у СПКУД „Гусле”, па је једно вријеме био секретар друштва. Био је и редитељ позоришних представа, по чему се истицао од 1899. до 1904. Као позоришни критичар утицао је на развој свога пријатеља Светозара Ћоровића као драмског писца. Од 1904. до 1908. био је предсједник СПКУД „Гусле”. Заједно са Алексом Шантићем, Светозаром Ћоровићем и Јованом Дучићем покренуо је 1895. процес оснивања књижевног листа „Зора”. Идејни творац „Зоре” био је Светозар Ћоровић. Први број изашао је 1896. Атанасије је био уредник „Зоре” 1900. и 1901. године, управо у вријеме када се пун знања вратио са студија у Паризу. Лист „Зора” је угашен 1901. због финансијских разлога, а и да не би дошло до расипања снаге у тренутку када је основан „Српски књижевни гласник”.

## Политичка активност
У Мостару је 1907. основан лист „Народ”, а међу његовим оснивачима били су Алекса Шантић, Никола Стојановић, Светозар Ћоровић, Душан Васиљевић, Коста Костић, Лука Грђић, Милан Радуловић, Лазар Милићевић и Атанасије Шола. Ристо Радуловић је био први уредник листа. Шола је 1907. изабран за посланика у Босанско-херцеговачком сабору. Припадао је посланичкој групи окупљеној око листа „Народ”, око ког се почела окупљати опозиција, која се називала Народна група. Народна група се залагала за потпуну политичку аутономију Босне и Херцеговине као саставног дијела Османског царства, али са демократским и парламентарним уређењем. Ту аутономију су схватали само као прелазну етапу према уједињењу са Србијом и Црном Гором. У тој групи поред Атанасија Шоле били су Урош Круљ, Ристо Радуловић, Васиљ Грђић, Шћепан Грђић, Никола Стојановић, Алекса Шантић, Светозар Ћоровић, Коста Кујунџић, Глигорије Јефтановић, Душан Васиљевић и Милан Сршкић. Атанасије Шола је био и један од покретача листа Српска ријеч, који је излазио у Сарајеву од 1905. до 1914. Шола је имао значајну улогу у раскринкавању аустријског шпијуна Ђорђа Настића. Након анексије Босне и Херцеговине Атанасије Шола, Душан Васиљевић и Риста Радуловић заједно са још неколико српских и муслиманских представника отишли у Париз, Лондон, Берлин, Санкт Петербург и Београд агитујући против анексије. Касније су им се придружили Никола Стојановић, Урош Круљ и Васиљ Грђић. У априлу 1909. Шола је присуствовао Свесловенском конгресу у Санкт Петербургу.

## Председник српског посланичког клуба
Изабран је за посланика Босанско-херцеговачког сабора 1912. године. Од 1912. до 1914. био је предсједник српског посланичког клуба „Народ”. У то време обављао је повјерљиве мисије у Београду и Цетињу, а сарађивао је и са представницима Хрватско-српске коалиције. Често је сарађивао са Николом Пашићем. За разлику од групе окупљене око Петра Кочића, водио је политику побољшања положаја Срба путем политичке борбе у Сабору настојећи да нађе компромис са аустроугарским властима на челу са Оскаром Поћореком. Група око Петра Кочића пребацивала је Народној групи да води исувише компромисну политику. Кочићева група се залагала за убрзано спровођење аграрне реформе. Иако је Кочићева група критиковали Шолину компромисну политику сматрали су да је он лично исправан и можда најбољи од цијеле народске клике. Крајем 1913. Кочићева група и Шолина народска група су заједно изашле на изборе. Напустили су свечану сједницу сабора крајем 1913. због дискриминације власти према српском народу. Атанасије Шола се борио за сарадњу православних Срба са муслиманима и са Хрватима. Пред Први свјетски рат много је сарађивао са далматинским политичарима Антом Трумбићем и Јосипом Смодлаком. Са њима и са Николом Стојановићем јануара 1913. одржао је у Сплиту састанак, на коме су одлучили да се након ослобођења сви јужнословенски народи уједине у једну државу са Србијом у пијемонтској улози.

## У затвору
Након Сарајевског атентата почео је лов на истакнуте Србе, па је Шола ухапшен у јулу 1914, као истакнути културни и соколски радник. До суђења је био утамничен у Мостару, Сарајеву и Бањој Луци. Суђено му је на Бањалучком велеиздајничком процесу, а осуђен је 22. априла 1916. на 12 година тешке тамнице. Оптужили су га да је често боравио у Београду, да је сарађивао са Србијом, а посебно са организацијом Народне одбране. Затворску казну издржавао је у Невесињу, Зеници и Травнику. Пуштен је из затвора крајем октобра 1918.

## Предсједник Земаљске владе Босне и Херцеговине
Одмах након изласка из затвора постављен је за предсједника Народног вијећа Словенаца, Хрвата и Срба за Босну и Херцеговину. Народно вијеће је формирало Народну владу, а Атанасије је 3. новембра 1918. постао предсједник Народне владе Босне и Херцеговине. Народна влада је одмах на слободу пустила све политичке затворенике. Шола је као предсједник допринео стабилизацији политичке ситуације. Утицао је на Светозара Прибићевића као главног у загребачком Народном вијећу да се што раније изведе уједињење. И након формирања Краљевства Срба, Хрвата и Словенаца остао је на положају предсједника Народног вијећа у Сарајеву. Народно вијеће је прерасло у Земаљску владу Босне и Херцеговине, па је Шола 1. фебруара 1919. постао председник Земаљске владе. Земаљску владу замијенила је 11. јула 1921. године Покрајинска управа за Босну и Херцеговину. На захтијев Светозара Прибићевића руководио је збором, на коме је у Сарајеву 15. и 16. фебруара 1919. основана Демократска странка. Тада се већина бивших чланова политичкога клуба „Народ” прикључило Демократској странци. На Светозарово инсистирање је као предсједник Земаљске владе ометао збор Радикалне странке у Сарајеву 18. маја 1919.

## Повученост
Крајем 1919. повукао се са мјеста предсједника Земаљске владе. Након тога био је краће вријеме посланик у Копенхагену. Вратио се у Сарајево, гдје је отада живио као пензионер. Био је раније предложен за регентовог секретара, али је регент то одбио. Као убјеђени југословенски интегралиста подржавао је дјеловање Организације југословенских националиста, основане 23. марта 1921. у Сплиту. После расцјепа у Демократској странци остао је уз Љубомира Давидовића. Изабран је 1932. за сенатора у Дринској бановини. Прикључио се 1933. Југословенској националној странци.
Током и након Другог свјетског рата живио је усамљено у својој кући у Сарајеву. Обновио је 1945. друштво „Гусле”, али власти су га укинуле 1948. Умро је у Сарајеву 19. септембра 1955.